# إغنفلدن
اغنفلدن (بالألمانية: Eggenfelden) هي بلدة ألمانية تقع في ألمانيا في منطقة غوتال-إن. يقدر عدد سكانها بـ 12,731 نسمة .

## المدن التوأمة
مدن بيشوفزوردا، قرقشونة و بالاتونالمادي ‏ هي مدن توأمة لـاغنفلدن.

## أعلام
- باربرا إنكليدر
- كونراد ليكس
- كاترين جارفوت